# West Shawnigan Lake Park
West Shawnigan Lake Park är en park i Kanada.   Den ligger i provinsen British Columbia, i den sydvästra delen av landet, 3 600 km väster om huvudstaden Ottawa. West Shawnigan Lake Park ligger 148 meter över havet. Den ligger vid sjön Shawnigan Lake.
Terrängen runt West Shawnigan Lake Park är huvudsakligen kuperad, men åt nordost är den platt. Närmaste större samhälle är Shawnigan Lake, 0,57 km öster om West Shawnigan Lake Park. 
I omgivningarna runt West Shawnigan Lake Park växer i huvudsak barrskog. Runt West Shawnigan Lake Park är det glesbefolkat, med 11 invånare per kvadratkilometer.